# خورخي دياز
خورخي دياز (بالإنجليزية: Jorge Diaz)‏ هو لاعب كرة قدم أمريكية أمريكي، ولد في 15 نوفمبر 1973 في نيويورك في الولايات المتحدة.

## وصلات خارجية
- خورخي دياز على موقع مرجع كرة القدم المحترفة.كوم (الإنجليزية)